# 高尔夫大师
高尔夫大师（英語：Golf Digest）是华纳兄弟探索旗下华纳兄弟探索体育发行的体育杂志。中國大陸版和台湾繁體中文版分别由體壇周報和長昇文化發行。
每期都有关于球技、球具、球场的各方面介绍，特别策划则以深度討論的方向进行与高尔夫相关的报道。
泰格·伍兹、菲尔·米克尔森、厄尼·埃尔斯等世界级球星和张连伟、梁文冲两位中国球星均在杂志中开设教球栏目。

## 外部連結
- Official site （页面存档备份，存于）
- Official site of Golf for Women magazine, a Golf Digest publication
- Official site of Golf World magazine, a Golf Digest publication （页面存档备份，存于）